# Bergsgården
Bergsgården is een plaats in de gemeente Falun in het landschap Dalarna en de provincie Dalarnas län in Zweden. De plaats heeft 116 inwoners (2005) en een oppervlakte van 27 hectare. De plaats ligt aan het meer Varpan en aan het kleine riviertje, dat dit meer met het meer Grycken verbindt.

## Verkeer en vervoer
Bij de plaats loopt de Riksväg 69.